# Crucified (Army of Lovers)
Crucified è un singolo discografico del gruppo musicale svedese Army of Lovers, pubblicato nel 1991 ed estratto dal loro secondo album in studio Massive Luxury Overdose.

## Tracce
- 7"

1. Crucified (Radio Edit) - 3:32
2. Love Revolution - 4:02

- 12" maxi-singolo

1. Crucified (The Nuzak Remix) - 8:03
2. Crucified (Yherushalaim Dub) - 7:42
3. Crucified (Radio Edit) - 3:32

- CD

1. Crucified (Radio Edit) - 3:32
2. Crucified (The Nuzak Remix) - 8:03
3. Crucified (Yherushalaim Dub) - 7:42

## Videoclip
Il videoclip della canzone è stato girato presso il Börringeklosters slott, un castello situato a Svedala.